# جاواختی

موقعیت جغرافیایی جاواختی

جاواخِتی (به گرجی: ჯავახეთი) (تلفظ: Javakheti) یکی از مناطق باستانی گرجستان است که در استان سامتسخه-جاواختی قرار دارد.

## جغرافیا
جاواختی در قسمت جنوب شرقی گرجستان قرار دارد. آب و هوای این سرزمین، با زمستان‌های سرد و کوتاه و تابستان‌های خشک مشخص می‌شود.
مرکز جاواختی در «آخالکالاکی» است که در زبان گرجی به معنای: «شهر جدید» می‌باشد. این شهر در کنار رودخانهٔ «آخالکالاکیس تسقالی» و در مرکز تقاطع شاهراه‌های اصلی واقع شده‌است.

## مردم
بنابر آمار ۲۰۰۳م در ناحیهٔ جاواخک حدود صد سکونتگاه ارمنی‌نشین با بیش از ۱۰۰ هزار جمعیت وجود دارد که ۹۵ درصد آن ارمنی هستند. در شهرهای آخالتسیخه، آسپیندزا، تزالکا و توابع آن‌ها نزدیک به سی سکونتگاه ارمنی با ۴۰ هزار جمعیت وجود دارد. در مقطع ۲۰۰۳م، جاواخک دارای پنج کلیسای ارمنی بود. در سال تحصیلی ۲۰۰۲–۲۰۰۳م، شصت مدرسهٔ ارمنی در آخالکالاک و توابع و ۳۳ مدرسه در نینوتزمیندا و توابع با مجموعاً ۱۷ هزار دانش آموز ارمنی دایر بوده‌است. 

## صنعت و اقتصاد
بیشترین تولید صنعتی منطقه در برجومی صورت می‌گید که دارای ارتباطات خوب حمل و نقلی با بقیه مناطق گرجستان می‌باشد. با این وصف جمع‌آوری مالیات بر سود و درآمد در این منطقه از مقدار پیش‌بینی شده کمتر می‌باشد. فعالیت‌های صنعتی در بقیه مناطق جاواختی مثل آخالتسیخه که بزرگترین کارخانهٔ پروسهٔ شکر گرجستان در آن قرار دارد رو به نزول است.
فعالیت‌های اصلی کشاورزی منطقه منحصر به تولید سیب زمینی و همچنین دامداری می‌باشد.